# ساکورایاما کوره‌توشی

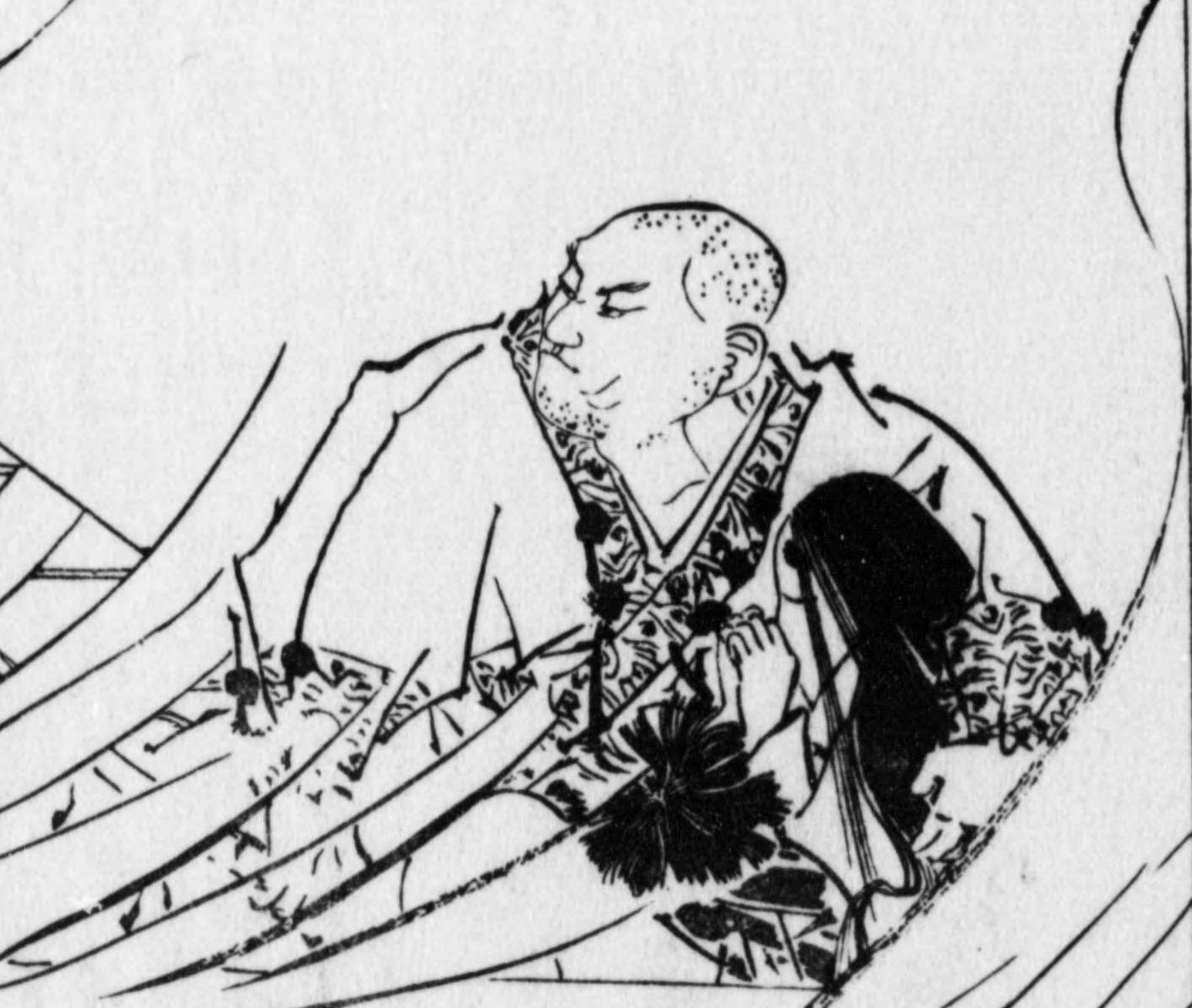

ساکورایاما کوره‌توشی (به ژاپنی: 桜山 茲俊 さくらやま これとし); تولد نامشخص - مرگ ۱۳۳۲ میلادی - سامورایی از ولایت بینگو، در اواخر دوره کاماکورا بود. نام رایج او شیرو است. در طول جنگ گنکو، او ارتشی را در ایچینومیا در ولایت بینگو در پاسخ به تشکیل ارتش توسط کوسونوکی ماساشیگه تشکیل داد. در یک مقطع، او نشانه‌هایی از شکست را نشان داد، اما زیردستان او با شکست ارتش دولتی در نبرد کاساگیاما پراکنده شدند. او پس از آتش زدن معبد کیبیتسو و کشتن همسر و فرزندانش به همراه اعضای خانواده خود دست به خودکشی زد.